# Gabriel Aranda
Pour les articles homonymes, voir Aranda.
Gabriel Aranda, né le 20 juillet 1938 à Paris, est un autodidacte, journaliste à l'ORTF puis conseiller technique du ministre de l'Équipement et du Logement Albin Chalandon dans le gouvernement de Jacques Chaban-Delmas.
Il déclenche l'affaire Aranda, largement reprise par les médias, qui le surnomment « L'Archange ». Après son départ en Suisse sous le nom de Daumier, il est à nouveau l'objet d'une attention médiatique pour des accusations de viol et contraintes sexuelles sur sa fille.

## Biographie
Gabriel Aranda est né le 20 juillet 1938 à Paris. Il commence à travailler dès l'âge de 14 ans comme pâtissier puis entre dans les assurances à la SNECMA. Il est appelé pour ses obligations militaires pendant 28 mois. C'est à la banque Vernes et Commerciale de Paris où il est embauché en 1967 comme conseiller financier qu'il est apprécié par son directeur Albin Chalandon. Journaliste à l'ORTF de fin 1969 à mars 1971 sous Jacqueline Baudrier, il soulève une hypothétique affaire d'espionnage tournant autour de secrets russes à l'origine de l'assassinat de Kennedy et sollicite un port d'armes pour se défendre. Chalandon intègre Aranda dans son ministère à sa sortie de l'ORTF en 1971, jusqu'à l'arrivée de Pierre Messmer, qui change de ministre de l'Équipement en juillet 1972.  

### Affaire Aranda
Aranda quitte le ministère de l'Équipement en même temps que Chalandon le 5 juillet 1972. Il emporte avec lui des documents secrets compromettant, d'après Aranda, pour certains solliciteurs en échange de pots-de-vin. Dans un premier temps, il souhaite défendre son ministre victime de rumeurs et transmet les photocopies au  Canard enchaîné de documents internes au ministère révélant la corruption existant dans le secteur de l'urbanisme et de la construction à l'époque. Le journal titre le 13 septembre 1972 « L'étrange opération Archange », surnom donné à Gabriel Aranda, provoquant le scandale politique connu sous le nom d'« affaire Aranda ». Les documents publiés sont sensibles, le juge Galmiche délivre aussitôt un avis de recherche contre le surnommé Archange par le Canard enchaîné. L'affaire est reprise par les médias nationaux et met en émoi le gouvernement. Aranda se cache dans le luxueux Hôtel George-V sous le pseudonyme de Leven,. Il réapparaît le 18 septembre avant la conférence de presse du président Pompidou qui doit aborder l'affaire. Accompagné de son avocat, René Floriot, il est inculpé par le juge Pierre Camille Galmiche de vol de documents. Aranda transmet au juge 367 photocopies sur 138 affaires. Le 21 septembre, lors de sa conférence de presse, le président Pompidou parle de l'affaire Aranda pendant 15 minutes en chargeant « le mythomane », avec, exemple à l'appui, l'hypothétique affaire d'espionnage tournant autour de secrets russes. Son procès se déroule en juillet 1974. Défendu par l'avocat Roland Dumas, il obtient un non-lieu et une amende de 2000 francs pour complicité de diffamation envers le ministère de l'Équipement, amende réduite en appel à 300 francs.

### Expatriation en Suisse
Roland Dumas le met en contact avec un « grand personnage du gaullisme immobilier », Raymond Vulliez, qui l'emploie dans une de ses sociétés suisses.
Il s'installe en 1974 en Suisse sous le nom de Jacques Daumier et n'évoque plus jamais l'affaire. 

### Nouveaux procès pour inceste
En 2005, Aranda fait à nouveau les titres des médias français et suisses lorsque sa fille porte plainte contre lui pour inceste et viols entre 1985 et 2000.
En décembre 2009, la cour d'assises de Genève le reconnaît coupable de viols et contraintes sexuelles sur la personne de sa fille, qu'il viola entre l'âge de 8 et 22 ans, et le condamne à trois ans d'emprisonnement dont six mois ferme. La condamnation est modifiée en appel en 2014, l’accusation de viol est abandonnée et le tribunal confirme la peine d’Aranda pour contraintes sexuelles sur sa fille,.

## Publication
- L'État piégé, Stock, Paris, 1972.